# Heartland Championship 2021
El Campeonato Heartland 2021 fue la decimoquinta edición del torneo de segunda división de rugby de Nueva Zelanda.
El campeón de la competencia fue South Canterbury, quienes lograron su primer campeonato.

## Sistema de disputa
Cada equipo disputó 8 encuentros frente a sus rivales.
- Los dos equipos con mejor clasificación al final de la fase de grupos clasifican a la final de la Copa Meads buscando el título de la competición.

- Los equipos en la tercera y cuarta posición al final de la fase de grupos clasifican a la final de la Copa Lochore, la copa que se asigna al ganador de los playoff por el tercer puesto.

## Clasificación
| Pos. | Equipo            | Encuentros | Encuentros | Encuentros | Encuentros | Tantos | Tantos | Tantos | PB | Puntos |
| Pos. | Equipo            | PJ         | PG         | PE         | PP         | F      | C      | Dif    | PB | Puntos |
| ---- | ----------------- | ---------- | ---------- | ---------- | ---------- | ------ | ------ | ------ | -- | ------ |
| 1.º  | South Canterbury  | 8          | 8          | 0          | 0          | 365    | 124    | +241   | 8  | 40     |
| 2.º  | Thames Valley     | 8          | 7          | 0          | 1          | 291    | 148    | +143   | 5  | 33     |
| 3.º  | Wanganui          | 8          | 6          | 0          | 2          | 286    | 149    | +137   | 6  | 30     |
| 4.º  | North Otago       | 8          | 5          | 0          | 3          | 220    | 198    | +22    | 5  | 25     |
| 5.º  | Poverty Bay       | 8          | 4          | 0          | 4          | 263    | 223    | +40    | 8  | 24     |
| 6.º  | Mid Canterbury    | 8          | 5          | 0          | 3          | 226    | 209    | +17    | 4  | 24     |
| 7.º  | Horowhenua-Kapiti | 8          | 5          | 0          | 3          | 214    | 197    | +17    | 4  | 24     |
| 8.º  | East Coast        | 8          | 3          | 0          | 5          | 237    | 248    | -11    | 8  | 20     |
| 9.º  | West Coast        | 8          | 3          | 0          | 5          | 181    | 219    | -38    | 4  | 16     |
| 10.º | Wairarapa Bush    | 8          | 2          | 0          | 6          | 139    | 249    | -90    | 2  | 10     |
| 11.º | Buller            | 8          | 0          | 0          | 8          | 126    | 320    | -194   | 2  | 2      |
| 12.º | King Country      | 8          | 0          | 0          | 8          | 113    | 367    | -254   | 1  | 1      |

|  | Final Copa Meads.   |
|  | Final Copa Lochore. |

## Copa Lochore - Tercer Puesto
| 14 de noviembre | Wanganui | 22 - 16 | North Otago |  |  |

| Bandera de Nueva Zelanda      |
| Ganador Copa Lochore Wanganui |
| Segundo título                |

## Copa Meads
| 14 de noviembre | South Canterbury | 35 - 16 | Thames Valley |  |  |

| Bandera de Nueva Zelanda |
| Campeón South Canterbury |
| Primer título            |